# Chiesa di San Tommaso Apostolo (Ceregnano)
La chiesa di San Tommaso Apostolo, o più semplicemente chiesa di San Tommaso, è la parrocchiale patronale di Pezzoli, frazione del comune italiano di Ceregnano in provincia di Rovigo. Appartiene al vicariato di Villadose della diocesi di Adria-Rovigo e la sua storia inizia nel XVI secolo. 

## Storia

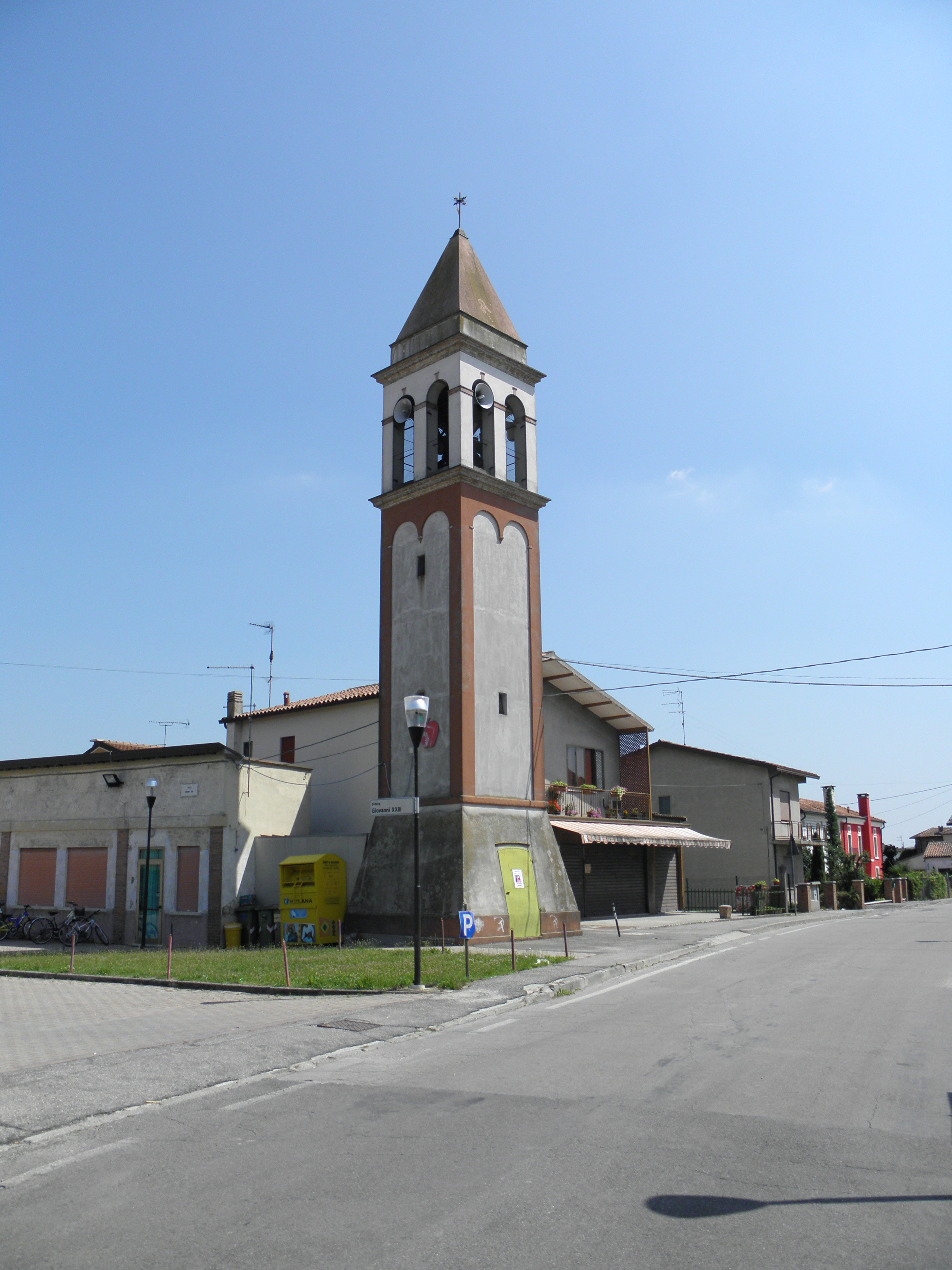
Torre campanaria della chiesa di San Tommaso Apostolo risalente al XIX secolo

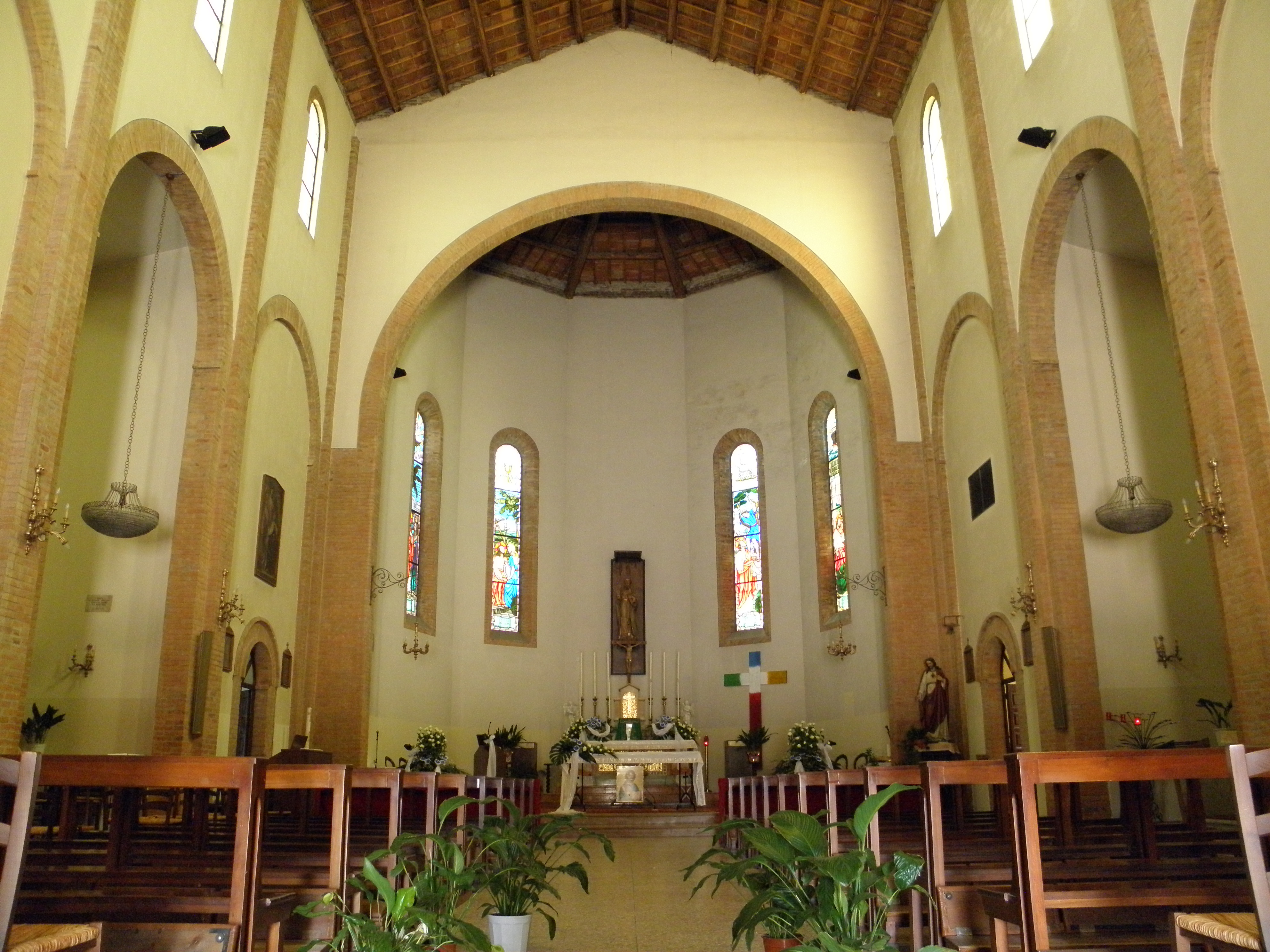
Interno della sala

Attorno al 1597 Francesco Tamiso detto Schiavo, a Pezzoli, fece edificare un capitello. Poco più di quindici anni più tardi, nel 1613, la famiglia Tamiso lo aveva trasformato in un oratorio sufficiente ad accogliere sia i componenti della famiglia sia i fedeli locali. Per oltre due secoli i Tamiso svolsero il ruolo di giuspatronato sul piccolo luogo di culto sino a quando vi rinunciarono 16 giugno 1940. Le prime notizie riguardanti l'oratorio si trovano negli atti visitali del vicario Peroto nel 1604. In quel momento risultò essere dotato di un solo altare ancora non consacrato, una semplice pala d'altare priva di immagini sacre e pochi arredi e paramenti. L'orientamento era verso nord. Attorno al 1765 il piccolo luogo di culto venne completamente riedificato 
e la visita pastorale del vescovo di Adria Giovanni Francesco Mora di quel periodo lo certificò. Poco più di mezzo secolo più tardi fu necessario il suo ampliamento per renderlo adatto alle aumentate necessità di fedeli dovute all'incremento demografico e la sala fu ingrandita con una seconda navata laterale. Nel 1890 la chiesa venne elevata a dignità curaziale e a partire dal 1895 si iniziò ad innalzare la nuova torre campanaria destinata a sostituire la precedente che era crollata. A partire dal 1937, su progetto di Antonio Pavarin di Rovigo, si iniziò la ricostruzione della chiesa ma le difficoltà nel reperimento dei necessari finanziamenti e lo scoppio della seconda guerra mondiale bloccarono il cantiere. Malgrado la situazione della struttura ancora incompleta la chiesa venne elevata a dignità di chiesa parrocchiale nel 1943 e il suo primo parroco fu don Carlo Ferro. I lavori ripresero ad ostilità finite e il 26 luglio 1947, col tempio ultimato, venne celebrata la prima Messa. Il giorno era quello della ricorrenza della copatrona Sant'Anna. Nella sala furono posti altari provenienti da altri luoghi di culto del territorio di Rovigo, come l'altare con dedicazione a Sant'Anna che proveniva dalla cappella del collegio dell'Angelo Custode. Il decreto vescovile di elevazione a parrocchia fu integrato con la postilla del 10 novembre 1949 e il decreto della Presidenza della Repubblica Italiana del 4 novembre 1950 ne riconobbe il valore anche sul piano civile. Saltuariamente la sala è stata utilizzata per eventi teatrali parrocchiali o culturali del comune.

## Descrizione

### Esterni
La chiesa si trova a Pezzoli, frazione di Ceregnano in provincia di Rovigo e mostra orientamento verso nord. La facciata a capanna neogotica è rifinita in mattoni di laterizio a vista. Il portale di accesso strombato e con arco a tutto sesto è sovrastato in asse dal grande rosone che porta luce alla sala. La copertura del tetto a due falde è in coppi. La torre campanaria, struttura più antica dell'intero complesso, si alza in posizione avanzata sulla destra, molto staccata dall'edificio sacro. La sua cella si apre con quattro coppie di finestre a monofora.

### Interni
La sala di tipo basilicale è a navata unica con copertura realizzata a capriate e travi in legno a vista. Nella sala si aprono le cappelle laterali. L'adeguamento liturgico è stato realizzato tra il 1980 e il 1990 con la posa della mensa rivolta al popolo in ferro battuto.